# 卷圈
卷圈，是中国天津特色风味小吃。
炸卷圈是用香油、麻酱、酱豆腐、姜末、五香粉、盐等调拌绿豆菜、香干、香菜、粉皮等成馅，以豆皮卷馅，切成约十五厘米的长段，用面粉、醋、盐调成的糊粘两头切口，然后下油锅炸，炸成金黄色即可。外脆里香，一般用饼夹着吃。